# Analía Franchín
Analía Verónica Franchín (Buenos Aires, Argentina; 29 de diciembre de 1972) es una actriz y panelista de televisión argentina.

## Carrera
Franchín es una reconocida panelista en diferentes programas de espectáculos. Entre ellos se encuentran Intrusos en el espectáculo con Jorge Rial, Bendita conducido por Beto Casella, El diario de Mariana con Mariana Fabbiani y Los ángeles de la mañana con Ángel de Brito. También incursionó en los realities como en Patinando por un sueño en 2007 y en MasterChef Celebrity Argentina un reality de cocina con la conducción de Santiago del Moro en 2020.
Como actriz trabajó en el programa No hay 2 sin 3 junto a Pachu Peña, Pablo Granados, Freddy Villareal y Soledad Fandiño. Luego vino Palermo Hollywood Hotel.
En radio trabajó en FM Pop y Terapia despareja en 2009, por la que estuvo nominada a los Premios Martín Fierro en su labor conducción femenina en radio.
Desde 2018 integra activamente el movimiento Mirá cómo nos ponemos con el fin de denunciar la agresión sexual y el acoso sexual. En ese año también confesó sufrir de TOC.
Tuvo un intenso romance con Guillermo Coppola desde 2002 hasta 2007. Luego se la relacionó con el empresario y productor Corcho Rodríguez. Posteriormente comenzó a salir con el empresario Sebastián Eskenazi con quien se casó en 2009 y tuvo a su único hijo Benicio en 2010.
En el año 2020 tuvo un paso por MasterChef celebrity en dónde llegó a la final,(Leticia Siciliani en la semifinal abandonaría el programa por lo tanto le dejaría su lugar a ella) luego perdería esa final a manos de Claudia Villafañe

## Televisión
| Año           | Título                                      | Rol                           | Canal      | Notas         |
| ------------- | ------------------------------------------- | ----------------------------- | ---------- | ------------- |
| 2001 - 2002   | Intrusos en el espectáculo                  | Panelista                     | América TV |               |
| 2002          | Intrusos en la Noche                        | Panelista                     | América TV |               |
| 2004 - 2006   | No hay 2 sin 3                              | Reparto                       | Canal 9    |               |
| 2006 - 2007   | Palermo Hollywood Hotel                     | Reparto                       | Canal 9    |               |
| 2007          | Patinando por un sueño                      | Participante                  | El Trece   | 2.ª eliminada |
| 2009          | Canta Conmigo Argentina                     | Participante                  | El Trece   | Semifinalista |
| 2007 - 2010   | Bendita                                     | Panalista                     | Canal 9    |               |
| 2013          | La pelu                                     | Panelista                     | Telefe     |               |
| 2014          | El diario de Mariana                        | Panelista                     | El Trece   |               |
| 2015          | Intratables                                 | Panelista                     | América TV |               |
| 2016 - 2017   | Los ángeles de la mañana                    | Panelista                     | El Trece   |               |
| 2020 - 2021   | MasterChef Celebrity Argentina              | Participante                  | Telefe     | Subcampeona   |
| 2021 - 2022   | Flor de equipo                              | Cocinera - Panelista          | Telefe     |               |
| 2022          | MasterChef Celebrity Argentina: La Revancha | Participante                  | Telefe     | 5.ª eliminada |
| 2022-presente | A la Barbarossa                             | Panelista                     | Telefe     |               |
| 2022 - 2023   | Gran Hermano Argentina                      | Panelista invitada del debate | Telefe     |               |

## Radio
- 2009/2010: Terapia Despareja en Pop 101.5 (Santiago del Moro, Diego Brancatelli, Rolo Villar y Sara Werthein).